# Zorica Đuđić
Zorica Đuđić (Požarevac, 24 ottobre 1954) è una scrittrice, poeta e paroliera serba.

## Biografia

### Istruzione e carriera
All'epoca della sua prima formazione, il corpo insegnante notò il talento di Zorica Đuđić (in serbo Зорица Ђуђић?) per la scrittura. A soli quindici anni, anche il compositore Budimir Buca Jovanović lo riconobbe. È così che diventa la più giovane autrice di canzoni della Jugoslavia e i suoi versi entrano nelle case dell'ex paese. Le sue rime coniate metricamente sono state cantate da famosi nomi della musica jugoslava: Šaban Šaulić, Beba Selimović, Vida Pavlović, Dobrivoje Topalović, Mitar Mirić, Zoran Jovanović, Zorica Brunclik, Kemal Malovčić, Halid Bešlić, Merima Njegomir, Radiša Urošević, Jasna Kočijašević, Vesna Zmijanac, Zorica Marković, Jašar Ahmedovski, Mira Škorić, Halid Muslimović, Šemsa Suljaković, Hasan Dudić e molti altri.
Ha lasciato la Jugoslavia per la prima volta negli anni '70, dopo la morte della madre. Si stabilì in Italia e lì mise su famiglia. Sua figlia muore all'età di sette anni. Presto ha dato alla luce un'altra bambina. Negli anni '80 è tornata in Serbia con la famiglia e vi ha vissuto per diversi anni, ma per motivi economici si è trasferita in Austria nel 1987. Non molto tempo dopo, Zorica Đuđić divorzia e si dedica alla crescita e all'educazione della figlia. Tornare a scrivere poesie significava per lei un nuovo inizio. Pubblicò cinque libri di poesia, tra cui "Canzoniere" con tutti i testi musicali che sono entrati a far parte della storia discografica jugoslava. Sta preparando un'altra raccolta di poesie e un romanzo.
Nel 2018, in collaborazione con Milinko Ametović Beganović, ha fondato il teatro amatoriale "Gastarbajteri" a Vienna, inserendosi così nella vita culturale dei serbi in Austria. Per le esigenze del teatro, di cui è vicepresidente e Ametović Beganović presidente, ha scritto tre opere teatrali – due commedie e un monologo.
Nella Casa di Đura Jakšić, nella Skadarlija di Belgrado, si è esibita tre volte – una come scrittrice e due come attrice.
È inclusa nell'"Enciclopedia della diaspora nazionale", curata da Ivan Kalauzović Ivanus.
È membro dell'Associazione degli scrittori della Serbia, dell'associazione "Poeti di Vienna", della Società d'arte serba "Belgrado" e dell'associazione culturale internazionale "VerbumlandiArt" di Galatina in Italia.
Parla italiano e tedesco.

### Libri
- Migrazioni – poesia (Marin, Sremska Mitrovica, 2015)
- Punti focali dell'esistenza – poesia (Club degli amanti del libro "Majdan", Kostolac, 2016)
- La luna sul tetto della notte – poesia, bilingue: in serbo e italiano (Edit Santoro, Galatina, Italia, 2018)
- Fuochi covanti – poesia (Associazione Scrittori "Poeta", Kostolac, 2020)
- Patria, siamo tuoi – commedie e monodrammi (Dinex, Belgrado, 2022) – coautore: Milovan Aksentijević
- Canzoniere – la poesia cantata veniva dall'anima (Dinex, Belgrado, 2022)

### Spettacoli teatrali
- Il percorso verso una carriera – commedia in versi
- Quando diventiamo viennesi – commedia
- Come mi sono sposato – monologo

## Premi e riconoscimenti
- Primo premio per la poesia "Nella valle dei girasoli" al concorso "Parola nel tempo" della Società artistica serba "Belgrado" (Belgrado)
- Targa per la professionalità nella letteratura e la fusione delle culture tra i paesi (Roma)
- Secondo premio per la poesia "La bellezza che è sfuggita agli occhi" (Roma)
- Terzo premio per la poesia "Bellezza di pietra” (Capri)